# Domenic Parlatore
Domenic Parlatore (* 18. Februar 1978 in Niagara Falls, Ontario) ist ein ehemaliger italo-kanadischer Eishockeyspieler.

## Karriere
Parlatore war zunächst in der Saison 1995/96 für die Niagara Falls Thunder in der Ontario Hockey League aktiv, welche ihn zuvor bei der OHL Priority Selection ausgewählt hatten. Die folgende Spielzeit bestritt der Stürmer im Trikot der Erie Otters. Für diese absolvierte der Italo-Kanadier elf Partien und erzielte drei Scorerpunkte. Nachdem der Center die Saison 1998/99 bei den unterklassigen Niagara Falls Canucks verbracht hatte, wagte der Linksschütze den Sprung nach Europa und wechselte für zwei Saisonen zum deutschen Regionalligisten ESC Hamm. Dort war er in der Spielzeit 2000/01 Topscorer der Regionalliga Nordrhein-Westfalen. Anschließend wechselte der Center nach Großbritannien zu den Paisley Pirates, wo er in der zweitklassigen British National League auflief. Er beendete die reguläre Saison mit 95 Punkten in 44 Partien und war zweitbester Scorer der Spielzeit, lediglich der legendäre schottische Angreifer Tony Hand war erfolgreicher. Es folgte außerdem eine Berufung ins All-Star Team der Liga.
Nachdem Parlatore in der Folgezeit für drei weitere Teams der British National League aufgelaufen war, namentlich die Hull Thunder, Solihull Kings und Guildford Flames, ließ er von 2003 bis 2005 seine Karriere in seiner italienischen Heimat beim HC Meran ausklingen. Während dieser Zeit hatte Parlatore im Herbst 2004 einen Vertrag bei den Laredo Bucks aus der Central Hockey League unterzeichnet, für welche er jedoch niemals aufgelaufen war.

## Erfolge und Auszeichnungen
- 2001 Topscorer der Regionalliga Nordrhein-Westfalen
- 2002 BNL All-Star Team